# Il grido (film 1957)
Il grido è un film drammatico del 1957 diretto da Michelangelo Antonioni.
Il film è stato poi selezionato tra i 100 film italiani da salvare. Da esso si è poi ispirato Guillermo del Toro per il suo La fiera delle illusioni - Nightmare Alley, del 2021.

## Trama

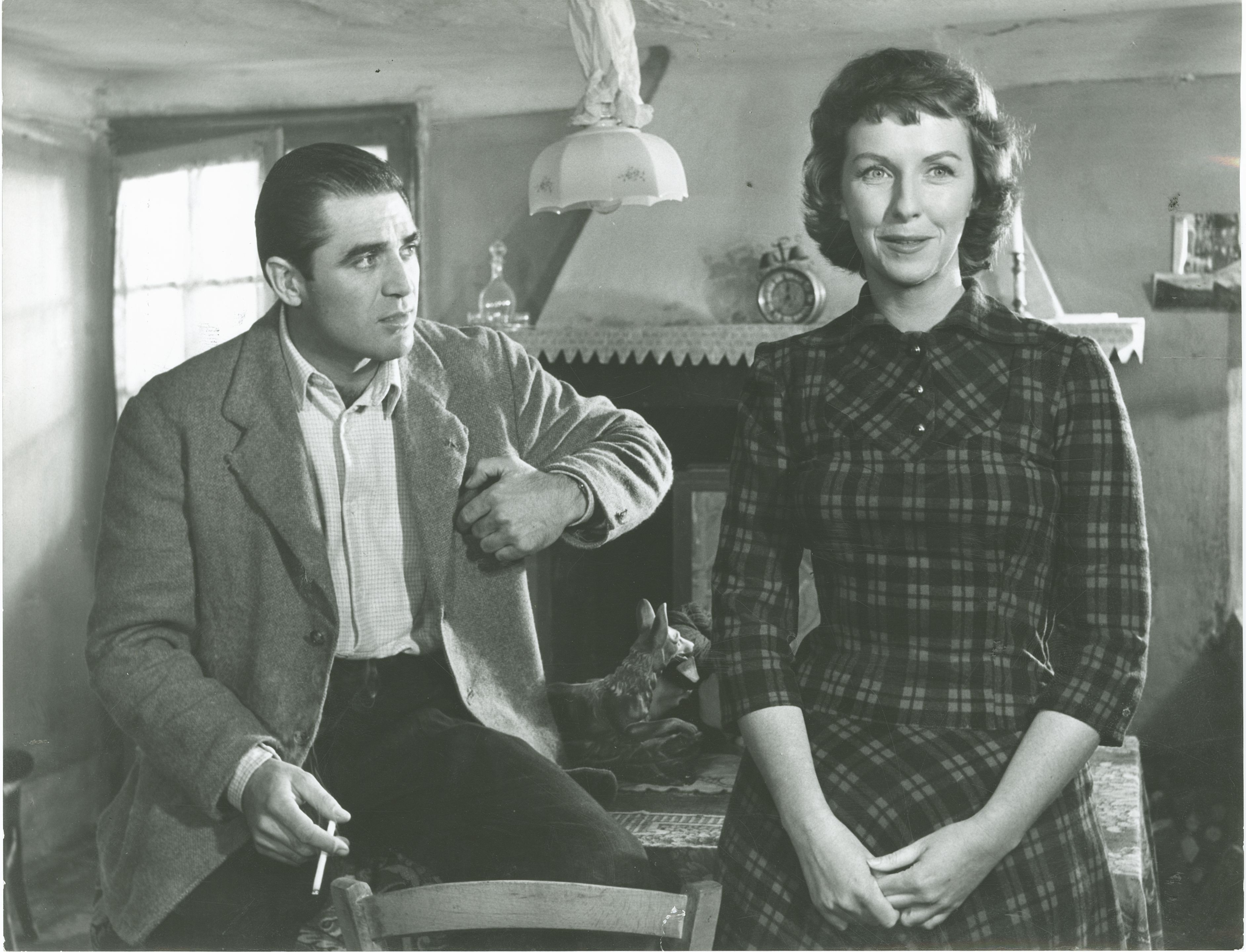
Steve Cochran e Betsy Blair in una scena del film

L'operaio Aldo convive con Irma, il cui marito è emigrato da molti anni all'estero, e con lei ha avuto una bambina. Quando giunge la notizia della morte del marito, Aldo vorrebbe sposarla, ma lei confessa di non amarlo più e di avere da tempo una relazione con un altro uomo.
Incapace di sopportare il terribile colpo, Aldo lascia il lavoro e il paese; accompagnato dalla bambina, comincia un vagabondaggio alla ricerca d'un lavoro e d'una nuova vita. Visita la fidanzata d'un tempo, Elvia, che aveva lasciato per Irma e con la quale forse potrebbe essere possibile ricominciare da capo. Ma la presenza della sorella più giovane ed esuberante, Edera, che suscita il suo interesse, lo spinge ad andarsene prima di dare un nuovo dispiacere ad Elvia.
In seguito, Aldo incontra Virginia, un'attraente vedova che gestisce un distributore di benzina, nei confronti della quale scatta un'immediata, reciproca attrazione. Aldo si ferma un po' da lei, ma la presenza della bambina impedisce d'intrecciare una relazione duratura. Rimandata la figlia da Irma, Aldo prosegue ancora il proprio vagabondaggio senza meta e incontra un'altra donna interessante, Andreina, da cui però si allontana non appena scopre che lei si mantiene prostituendosi.
Fallita la sua ricerca d'un nuovo inizio altrove, torna al paese da cui era partito, dove intravede Irma, serena, con il bambino che ha avuto dall'altro uomo, e si rende conto che qui non c'è più posto per lui: raggiunge la fabbrica in cui lavorava, ora deserta perché è in corso una dimostrazione popolare, sale su una torre e si lancia nel vuoto. Unica spettatrice del suo tragico gesto finale è proprio Irma.

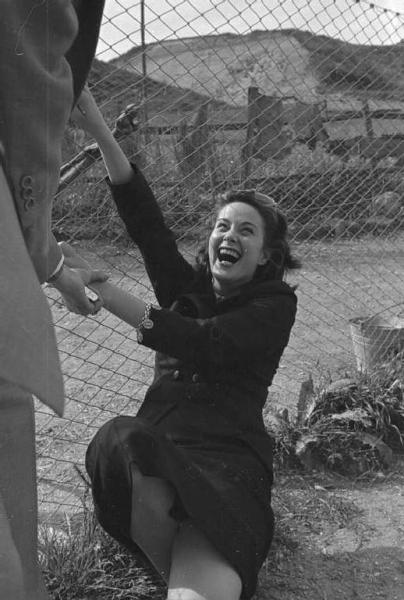
Alida Valli sul set del film. Fotografia di Federico Patellani

## Produzione
Il film segna la prima collaborazione tra i futuri amanti Michelangelo Antonioni, il regista, e Monica Vitti, che nel film doppiò Dorian Gray.

### Riprese
Le riprese si svolsero tra il Veneto e l'Emilia-Romagna, nei paesi di Stienta, Occhiobello, Pontelagoscuro, Ravalle, Bondeno, Copparo, Porto Tolle, Porto Garibaldi e Francolino, e Ravenna.

## Distribuzione
Il grido venne presentato a numerosi festival cinematografici in tutto il mondo.
Il film uscì prima in Svizzera, in occasione dell'anteprima mondiale al Festival di Locarno, il 14 luglio 1957, mentre nelle sale cinematografiche italiane arrivò, in contemporanea con la proiezione alla Mostra del cinema di Venezia, il 3 settembre dello stesso anno. Negli Stati Uniti il film invece giunse il 5 dicembre 1957, al San Francisco Film Festival. E ancora, il film raggiunse anche l'Oriente, in Cina il 14 luglio 1957 e in Giappone nell'aprile del 1959.

## Accoglienza

### Critica
"Il grido resta il primo grande film di Antonioni, con quei suoi campi lunghissimi, le distese vuote e sterminate, i paesaggi immersi nella nebbia: un pessimismo cosmico, senza scampo, che riempie di sé i volti e le cose. A guardare attraverso la nebbia si intravedono, con le loro solitudini debolmente mascherate di vitalismo, gli anni ‘60".
"Il film, in gran parte incompreso dalla critica e dal pubblico, costituisce il passaggio, nell'arte di Antonioni, da un periodo sperimentale ancora legato alle forme neorealiste a un periodo di piena maturità, in cui storia e personaggi assumono nuovi caratteri, più aderenti allo spirito irrequieto dell'uomo contemporaneo, permeati di una nuova drammaticità. Al centro del film, primo esempio nell'opera Antoniniana, campeggia la figura di Aldo, un uomo nel vigore degli anni, abbandonato dall'amante e costretto a girovagare di luogo in luogo con la piccola Rosina, la figlia avuta dalla donna. Il pessimismo che permea ogni scena del film e che è una costante dell'arte di Antonioni, fa corpo con l'immagine, scaturisce dall'immagine stessa, mai prima d'ora così ricca di suggestioni…" (Gianni Rondolino, Catalogo Bolaffi del cinema italiano, stagione cinematografica 1955/1965)
Invece Massimo Bertarelli, per Il Giornale, il 3 giugno 2001 scrisse:
Cupo e desolato melodramma social-sentimentale di un Michelangelo Antonioni già in preda ai primi sintomi dei proverbiali contorcimenti esistenziali. Un film che ai suoi tempi fu stroncato dalla critica e turbò i sonni del Pci: può davvero un operaio arrivare al suicidio? Il titolo potrebbe tranquillamente riferirsi all'urlo liberatorio dello spettatore davanti alla parola fine!

### Censura
Il Grido fu classificato dalla Commissione per la revisione cinematografica del Ministero per i beni e le attività culturali come vietato ai minori di sedici anni; la commissione inoltre impose alcuni tagli:
- La sequenza di Aldo e Virginia sul letto successive alle battute «[…] per una volta che puoi fare il signore […]», fino alla sequenza in cui il vecchio protesta per l'abbattimento dell'albero;
- La sequenza del venditore di quadri religiosi, dalle parole "[…] un bel quadro da mettere in camera […]» fino alla battuta «[…] è miracolosa anche questa […]»;
- Tutta la scena che segue le parole di Virginia «[…] ad ogni modo te la vado a cercare […]» fino all'inizio della sequenza in cui Virginia chiama Aldo giù perché il pasto sarebbe pronto.[10] (Fonte: documento n° 24101, controfirmato l’8 maggio 1957 dal ministro Brusasca).

## Riconoscimenti
- 1957 - Festival del film Locarno
  - Gran premio della critica a Michelangelo Antonioni
- 1958 - Nastro d'argento
  - Migliore fotografia a Gianni Di Venanzo
- 1959 - Festival del cinema neorealistico
  - Laceno d'oro a Michelangelo Antonioni[11]